# Ferdinand Kugelmann
Ferdinand Kugelmann (* 23. Mai 1840 in Fritzlar; † 25. Juli 1915 in Hamburg) war ein deutscher Kaufmann und Hamburger Mäzen.

## Leben

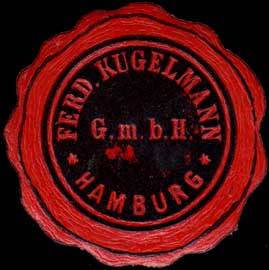
Siegelmarke Ferd. Kugelmann GmbH (ab 1892)

Kugelmann gründete 1871 eine Im- und Exportfirma, durch die er wohlhabend wurde. (Im Jahr 1912 belegte er Rang 268 der Millionäre der drei Hansestädte.) Importiert wurden von ihm unter anderem Elfenbein, Perlen, Kaffee und Hanf. Exportiert wurde nach Afrika, Australien, Indien und vor allem nach Lateinamerika, und zwar u. a. Baumaterialien, Glaswaren, Lebensmittel und Maschinen.
Von 1881 bis 1885 war Kugelmann Konsul Argentiniens in Hamburg, von 1902 bis zu seinem Tod, von Guatemala. 1900 gehörte er zu den Gründern  des Hamburger Reitvereins. Im Jahre 1907 war er Mitbegründer der Hamburgischen Wissenschaftlichen Stiftung zur Errichtung einer Universität in Hamburg. Kugelmann beschenkte zu  Lebzeiten die Hansestadt Hamburg reich, wurde später aber vergessen. Einige Bildtafeln im Hauptgebäude der Universität Hamburg, die auch an Kugelmann erinnern sollen, sind alt und stumpf. Kugelmann war Jude, verließ aber die jüdische Gemeinde und wollte auch nicht zum Christentum übertreten.

## Familie und deren Schicksal
1881 heiratete er in Paris Elena Hercilia Hahn de Echenagucia († 1940). Mit seiner Familie lebte er in einer großen Villa am Harvestehuder Weg, der damals so genannten „Straße der Millionäre“. Der Ehe entstammten sechs Kinder, die zwischen 1883 und 1895 geboren und evangelisch getauft wurden. Ein Sohn starb 1907, die Söhne Ferdinand und Erwin starben 1939. Erwin Kugelmann (* 1885) war seine homosexuelle Veranlagung zum Verhängnis geworden. Zwischen 1936 und 1938 wurde er dreimal für kurze Zeit im KZ Fuhlsbüttel gefangen gehalten. Er starb im Juni 1939, zwei Tage nach seiner Entlassung aus dem Untersuchungsgefängnis Holstenwall. Als Todesursache wurde „Bronchialkrebs“ angegeben.

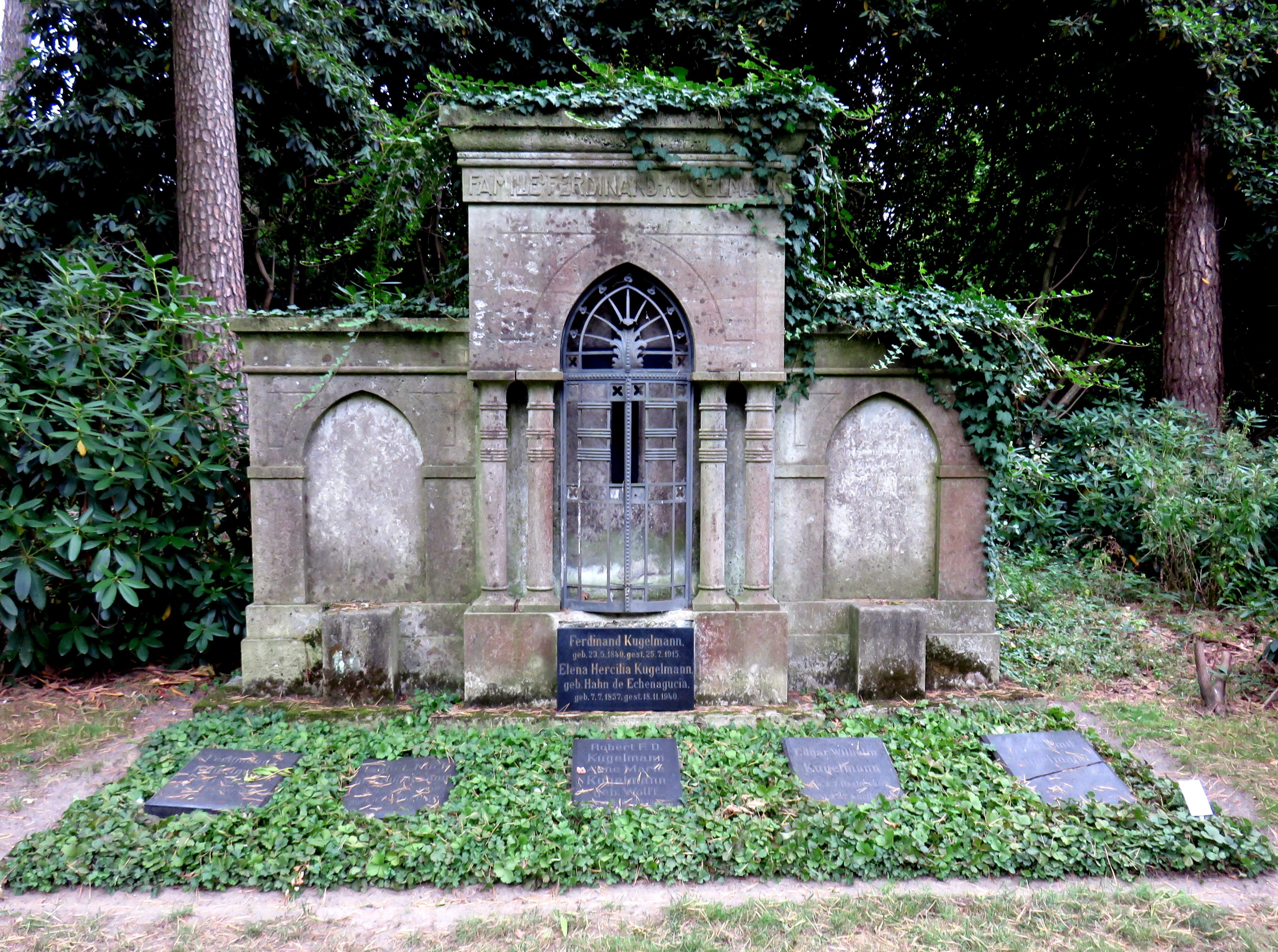
Grabplatte Ferdinand Kugelmann (hochkant), davor Kissenstein für Robert und Anna Marie Kugelmann auf dem Friedhof Ohlsdorf

Im April 1938 hatten die Kugelmanns, wie alle Juden, ihr Vermögen anmelden müssen. Das von der Witwe Elena Kugelmann verwaltete Vermögen wurde beschlagnahmt. Sie starb 1940 nach einem Treppensturz während der Kriegsverdunkelung. Die Tochter Bella (* 1886) wanderte im Oktober 1941 nach Venezuela aus. Ihre Zwillingsschwester Maria, die sich dazu entschloss bei Bruder und Schwägerin in Hamburg zu bleiben, wurde am 18. November 1941 nach Minsk deportiert. An diesem Tag verliert sich ihre Spur. Der jüngste Sohn Robert (* 1895) heiratete am 10. Juni 1942 Anna Marie Wolff (* 1905). Als Veteran des Ersten Weltkriegs hatte er wohl noch Hoffnung auf ein Überleben; so willigte er am 3. Juli 1942 ein, die Villa zu räumen und in ein so genanntes „Judenhaus“ in der Grindelallee zu ziehen. Dazu kam es nicht mehr. Robert und Anna Marie Kugelmann verübten am 19. Juli 1942 Suizid, nachdem sie den Befehl zur Deportation erhalten hatten. Nur die Tochter, die 1941 nach Venezuela ausgewandert war, überlebte den Holocaust. Deshalb wurde auch sein monumentales Familiengrab auf dem Friedhof Ohlsdorf jahrelang nicht gepflegt. Die breitgelagerte Grabwand mit erhöhtem, blockartigem Mittelteil und spitzbogigem Portal im Stil der Neogotik ist leicht in unmittelbarer Nähe des dortigen Wasserturms zu finden.

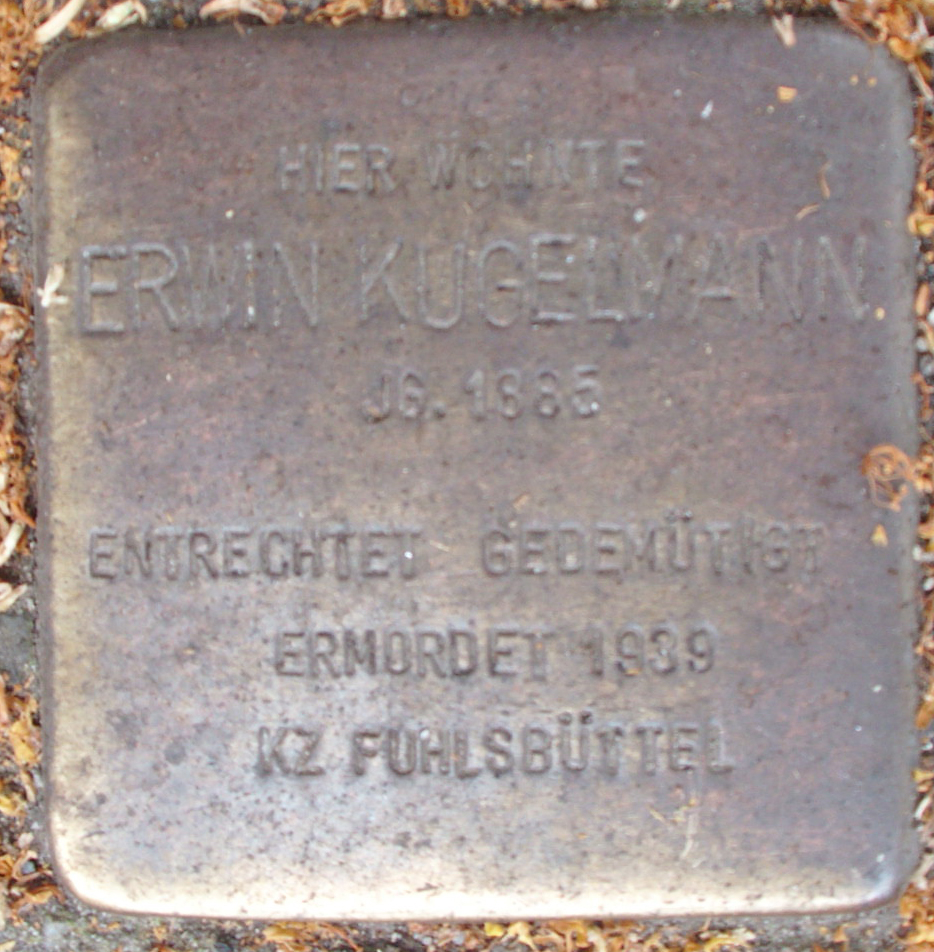
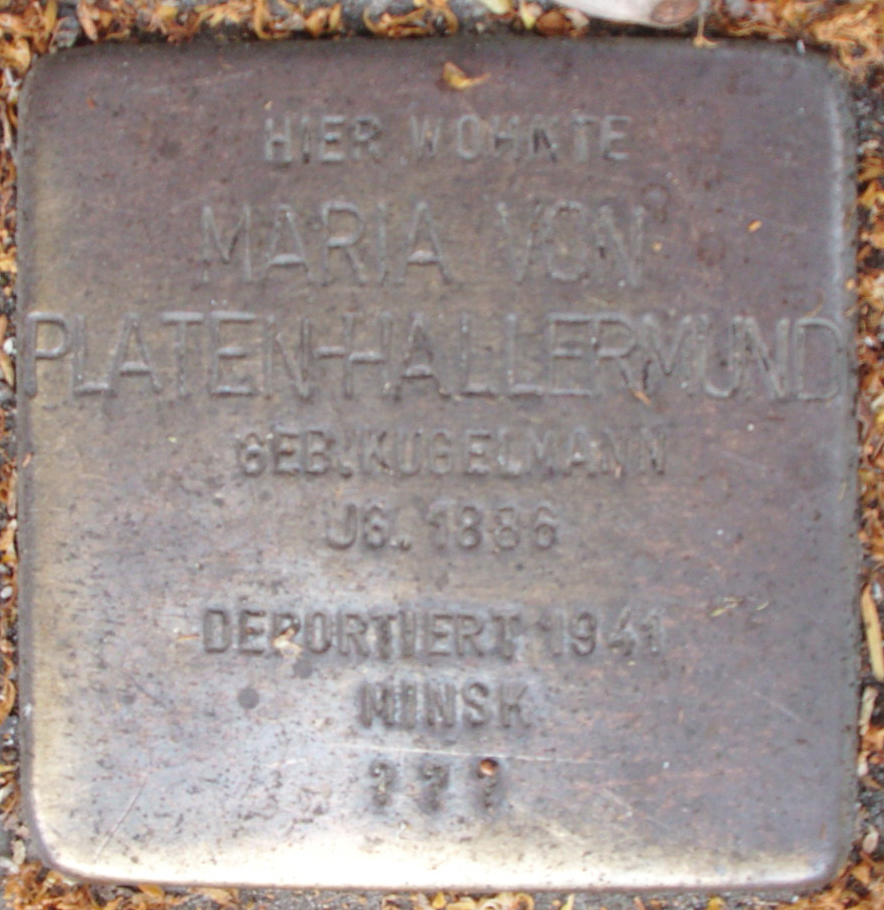
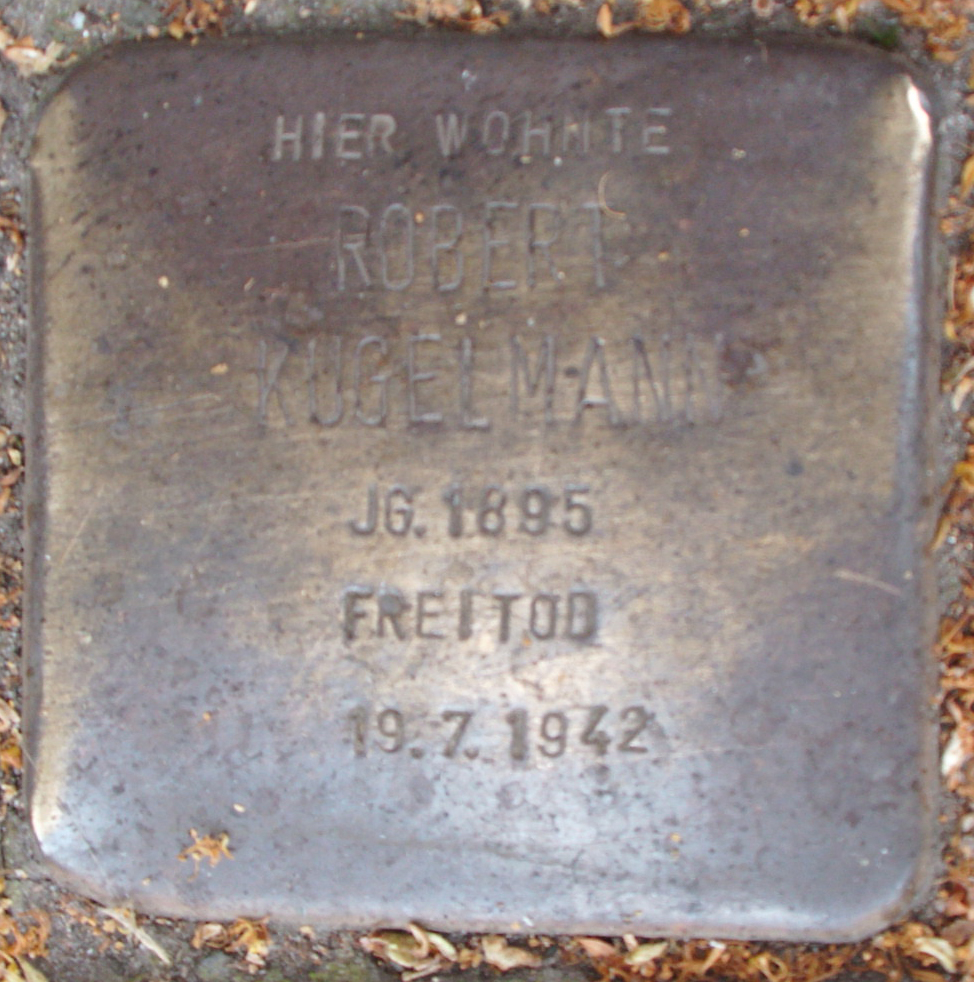
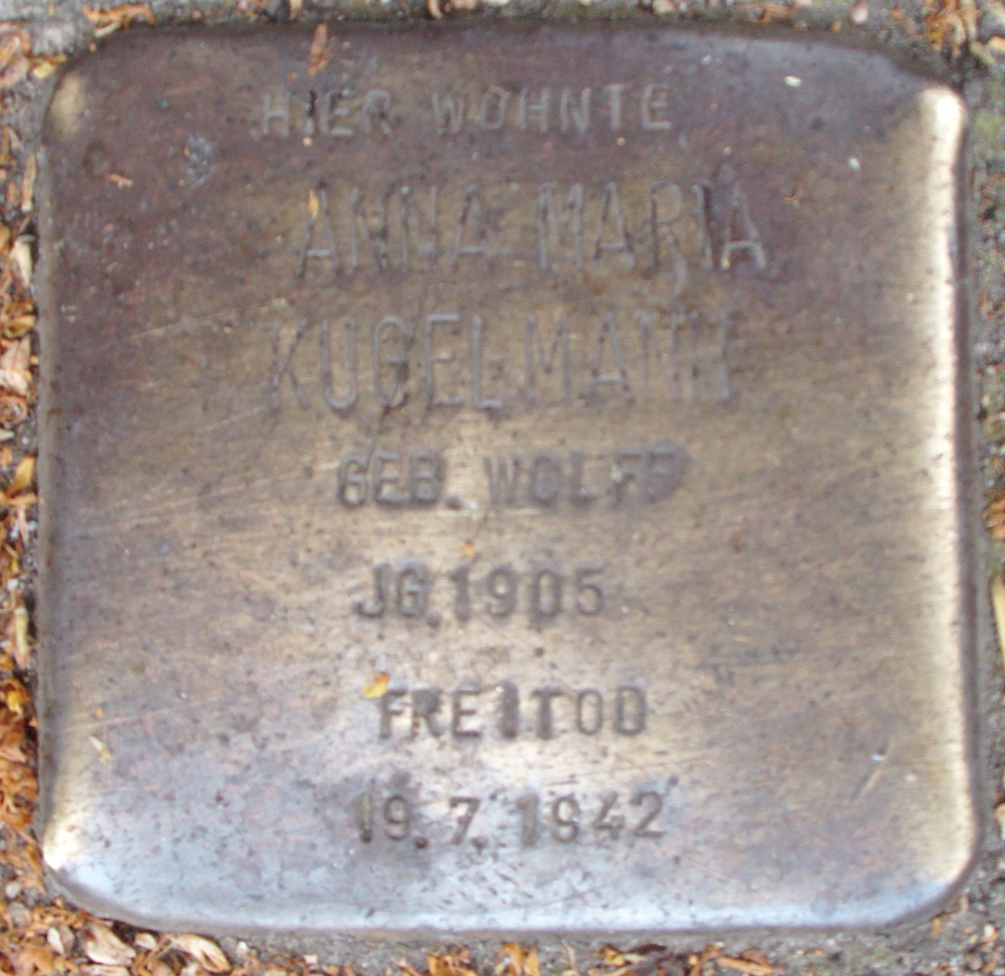

## Villa Harvestehuder Weg 55
Die einst prächtige Villa mit einer Grundfläche von 270 Quadratmetern am Alsterkamp Ecke Harvestehuder Weg, damals umgeben von einem parkartigen Garten, gibt es nicht mehr. Durch rücksichtslose Nutzung zunächst der Nationalsozialisten, später der britischen Militärbehörden, war das Gebäude so heruntergekommen, dass es abgerissen wurde. An seiner Stelle steht heute ein Neubau von 1972/1974.